# Автошлях Н 01
Автошлях Н 01 — автомобільна дорога національного значення в Україні, Київ — Знам'янка. Проходить територією Київської, Черкаської та Кіровоградської областей.

## Загальна довжина
Київ — Знам'янка — 289,6 км.

## Маршрут
Автошлях починається в Києві та розділяється з паралельною дорогою Р01, з якою з'єднується перед Обуховом, а в самому Обухові перетинає дорогу Р19. Далі траса веде до Кагарлика, де перетинається з автошляхом Н02. У Миронівці дорога сполучена з початком автошляху Р09. Далі через Корсунь-Шевченківський і Городище прямує у Смілу, де перетинається з трасою Н16. Поблизу Олександрівки до дороги долучається автошлях Н14. У Знам'янці дорога з'єднується з міжнародною трасою М30.

## Характеристика
Відтин від Великої Кільцевої дороги Києва до Обухова (так звана «Новообухівська траса») має категорію 1б — по дві смуги руху в кожному напрямку та роздільну смугу. На цьому відтині дороги був проведений капітальний ремонт (2016).
Обухів дорога обходить стороною. Позостала дорога є звичайною дорогою, що має по одній смузі руху в кожному напрямку і проходить через населені пункти.